# La Lucerna, Oaxaca
La Lucerna är en ort i Mexiko.   Den ligger i kommunen San Pedro Mixtepec -Dto. 22 - och delstaten Oaxaca, i den sydöstra delen av landet, 400 km sydost om huvudstaden Mexico City. La Lucerna ligger 84 meter över havet och antalet invånare är 149.
Terrängen runt La Lucerna är platt åt sydväst, men åt nordost är den kuperad. Havet är nära La Lucerna åt sydväst. Runt La Lucerna är det glesbefolkat, med 9 invånare per kvadratkilometer. Närmaste större samhälle är Puerto Escondido, 3,4 km söder om La Lucerna. Omgivningarna runt La Lucerna är en mosaik av jordbruksmark och naturlig växtlighet.